# 용연사 (대구)
용연사(龍淵寺)는 대한민국 대구광역시 달성군 옥포면 반송리 비슬산에 있는 불교 사찰이다. 대한불교조계종 제9교구 본사인 동화사의 말사이다.

## 역사
조선 후기 세워진 중수비와 사적비에는 모두 통일신라 시기 승려 보양이 창건하였다고 기록하고 있다. 법당 앞의 석탑은 고려 시기 것으로 고려 시기에도 계속하여 운영된 것으로 보인다. 임진왜란을 맞아 소실되었다가 사명대사에 의해 중건되었다.

## 문화재
용연사에는 다음과 같은 문화재들이 있다.